# 副教材
副教材（ふくきょうざい）とは、学校をはじめとする教育施設などで、教科の主たる教材としての教科書に対して、補助的に用いられる教材の俗称で、副読本と呼ばれる事もある。文部科学省は補助教材。

## 概要
日本では戦後、国定教科書が廃止され、学習指導要領に従う各教員による授業が求められるようになった。すなわち授業は学習指導要領の要求に従って各教員がそれぞれに研究して創るもの、教科書もまた、その授業を補佐するための教材のひとつとして位置付けられていることから、厳密に教科書、副教材と分けられるものではないが、教科書には別途、文部科学省による学習指導要領に準拠しているかの検定があり、この検定済みの教科書が教科の主たる教材として広く用いられることから、この検定済みの教科書以外の教材のことが俗に副教材、または副読本と呼ばれる。
一般には、教科書に掲載されていない練習問題や、教科書の補足として用いられる説明用の教材を指す場合が多く、現在、初等教育の課程（小学校の課程など）・中等教育の課程（中学校や高等学校の課程など）を担当する多くの教員が利用しているといわれている。
教育施設の教員は、一般的に授業のほかに、練習問題の作成やテスト問題の作成を行いながら、授業を進行していく。さらに、例えば歴史や地理の授業では、歴史的背景の学習に外部資料を用いたり、地図を使用したりすることが必要となる。国語での漢字の学習や、算数での計算練習では、教科書だけでは、説明が足りず、漢字や計算のドリルなど外部教材が必要となっている。これらの教材全てを、教員が自らの手で作成することは非常に困難であり、多大な負担となりうる。このような背景から、副教材は急激に普及した。また、最近ではコンピュータの発達によって、教員がコンピュータを利用した副教材を使用した授業を展開する試みも増えてきた。

## 現状と問題点
- 多くの副教材は、多くの学習者を対象として一律平均的に学習内容の全体を網羅したもの、すなわち広く一般に使用できるものが多く、緻密な設計で完成度が高いのが特徴である。しかし実際の学習者の理解は十人十色であり、同じ教員が同じ教材を用いて教えても、学習者によってそれぞれに理解の程度に差が出てしまうことから、反面、使用する教員や学習者によっては、使いにくい場合もあり、また、副教材に間違いや不具合を発見しても、その緻密な設計が逆に障壁となり、その場ですぐに手直しできないなどの欠点もある。
- どの副教材を購入するかは教員の判断に委ねられるが、このことから、副教材をビジネスとする一部の出版社やソフト開発業者が、個別教員に対して積極的に副教材の購入を勧誘するようになり、授業時間中に頻繁に学校に出入りするようになった。各学校また各教育委員会によって違いはあるが、2018年現在では、附属池田小事件に代表される事件をきっかけとした部外者の校内立ち入り制限と併せ、概ね授業終了後の業者受付とするようになっている。
- 一方、文部省通達文初初第一二七号（昭和三九年三月七日）により、「（前略）（以下「補助教材」という。)について、教育委員会に対する事前の届け出でまたは承認に関する手続き等を整備し、その厳正な運用を図り、適切でない補助教材が使用されることのないようあらかじめじゆうぶん指導すること。」[1]とあり、公立学校においては副教材であっても個別教員の自由な購入と使用はできず、認定制に近い。